# The Mystery of the Laughing Death
The Mystery of the Laughing Death è un cortometraggio muto del 1914 diretto da George Lessey.
Quinto episodio del serial The Chronicles of Cleek.

## Produzione
Il film fu prodotto dalla Edison Company.

## Distribuzione
Distribuito dalla General Film Company, il film - un cortometraggio in una bobina - uscì nelle sale cinematografiche degli Stati Uniti il 31 marzo 1914.